# Летопис (Власотинце)
У власотиначком крају се у летописима бележе махом историјски догађаји.
Записи од почетка формирања школа или црква па надаље често документаришу:
- време борбе за национално ослобођење од турака у Првом и Другом српском устанку
- буне за слободу
- борбе против фашизма и окупатора у Првом и Другом светском рату

Записе су чинили учитељи и свештеници, а документ је архивиран у самој институцији (школи или цркви). Често су настали казивањем директних учесника или преко посредника. Тако су сачињени знатни записи о настаку школа и описи историјских догађаја. Након формирања осмогодишњих основних школа после Другог светског рата наставак записа у летописима школа су обављали директори школа. Бележени су сви важни догађаји у школи. Тако су често записавани резултати на такмичењима, успех у целокупном образовно васпитном раду у средини и запис свих радника школе који су радили у одређеном времену. Као писани документи, летописи се користе као историјска и културна грађа, документаришући трагове раде и живота у једном прошлом времену. 
Познати летописи у власотиначком крају су:
- Летопис црнотравске цркве
- Летопис школе у Крушевици
- Летопис школе у Шишави